# العلاقات الأوزبكستانية الفلبينية
العلاقات الأوزبكستانية الفلبينية هي العلاقات الثنائية التي تجمع بين أوزبكستان والفلبين.

## مقارنة بين البلدين
هذه مقارنة عامة ومرجعية للدولتين:
| وجه المقارنة                                              | أوزبكستان       | الفلبين                       |
| --------------------------------------------------------- | --------------- | ----------------------------- |
| المساحة (كم2)                                             | 448.98 ألف      | 343.45 ألف                    |
| عدد السكان (نسمة)                                         | 32.39 مليون     | 104.92 مليون                  |
| الكثافة السكانية (ن./كم²)                                 | 72.14           | 305.49                        |
| العاصمة                                                   | طشقند           | مانيلا                        |
| اللغة الرسمية                                             | اللغة الأوزبكية | اللغة الفلبينية، لغة إنجليزية |
| العملة                                                    | سوم أوزبكستاني  | بيسو فلبيني                   |
| الناتج المحلي الإجمالي (بليون دولار)                      | 48.72 مليار     | 313.60 مليار                  |
| الناتج المحلي الإجمالي (تعادل القوة الشرائية) بليون دولار | 190.50 مليار    | 743.90 مليار                  |
| الناتج المحلي الإجمالي الاسمي للفرد دولار أمريكي          | 2.13 ألف        | 2.90 ألف                      |
| الناتج المحلي الإجمالي للفرد دولار أمريكي                 | 5.57 ألف        | 7.39 ألف                      |
| مؤشر التنمية البشرية                                      | 0.675           | 0.668                         |
| رمز المكالمات الدولي                                      | +998            | +63                           |
| رمز الإنترنت                                              | .uz             | .ph                           |
| المنطقة الزمنية                                           | ت ع م+05:00     | توقيت الفلبين                 |

## منظمات دولية مشتركة
يشترك البلدان في عضوية مجموعة من المنظمات الدولية، منها:
| علم المنظمة | اسم المنظمة                               | تاريخ انضمام أوزبكستان | تاريخ انضمام الفلبين |
| ----------- | ----------------------------------------- | ---------------------- | -------------------- |
|             | وكالة ضمان الاستثمار متعدد الأطراف        | 4 نوفمبر 1993          | 8 فبراير 1994        |
|             | منظمة الشرطة الجنائية الدولية             | ?                      | ?                    |
|             | منظمة حظر الأسلحة الكيميائية              | ?                      | ?                    |
|             | الفريق المعني برصد الأرض                  | ?                      | ?                    |
|             | الأمم المتحدة                             | 2 مارس 1992            | 24 أكتوبر 1945       |
|             | مؤسسة التمويل الدولية                     | 30 سبتمبر 1993         | 12 أغسطس 1957        |
|             | يونسكو                                    | 26 أكتوبر 1993         | 21 نوفمبر 1946       |
|             | مؤسسة التنمية الدولية                     | 24 سبتمبر 1992         | 28 أكتوبر 1960       |
|             | بنك التنمية الآسيوي                       | 1995                   | 1966                 |
|             | البنك الدولي للإنشاء والتعمير             | 21 سبتمبر 1992         | 27 ديسمبر 1945       |
|             | المركز الدولي لتسوية المنازعات الاستشارية | 25 أغسطس 1995          | 17 ديسمبر 1978       |
|             | الاتحاد البريدي العالمي                   | ?                      | ?                    |
|             | الاتحاد الدولي للاتصالات                  | 10 يوليو 1992          | 25 مايو 1912         |

## وصلات خارجية
- موقع وزارة الخارجية الأوزبكستانية
- موقع وزارة الخارجية الفلبينية